# Архитектура
Архитектура (лат. architectura, од старогрчке речи arkhitéktōn, ἀρχιτέκτων, од ἀρχι — главни и τέκτων — градитељ) у ужем смислу је наука и уметност пројектовања и обликовања зграда, односно унутрашњег и спољашњег архитектонског простора: ентеријера и екстеријера.
Архитектонска дела често представљају културне или политичке симболе, као и уметничка дела. Историјске цивилизације се карактеришу својим достигнућима у архитектури. Архитектура служи да испуни неке основне људске потребе, и настаје у складу са могућностима и потребама људи.
У организацију постора спада и уређење насеља, то јест урбанизам. Стога су сви значајни урбанисти имали и архитектонско образовање.

## Архитекта
Архитекта се бави планирањем и пројектовањем зграда и других грађевина, те суделује у надзору и вођењу градње. Архитекта осмишљава грађевине с обзиром на контекст и програм, разматрајући притом масу, форму, волумен, простор, текстуру, структуру, светла и сенке, материјале и прагматичне ствари као трошкове, конструктивних и технолошких ограничавања да би дошао до практичног, економског и по могућности уметничког архитектонског дела.

## Основни појмови у архитектури
Одређени појмови се стално понављају и на нов начин реализују при пројектовању грађевина, независно од стила и епохе.
- Простор: Дефиниција, димензије, положај, реализација и формално обликовање простора су најбитнији задатак архитектуре.
- Форма: Облик архитектонског дела, његова скица, форма и величина, су аспекти који нису једноставно изведени из функције. Нацрт никада није директна последица задатих параметара. Ту постоји увек компонента естетске и формалне организације. Како ће грађевина изгледати из одређеног угла? Које боје и материјали су најпогоднији? Све ово лежи у домену пројектанта-уметника.
- Функција: Добро функционисање једне грађевине је основна сврха архитектуре. Ово подразумева техничко функционисање архитектонског дела у пракси, али и естетске и друге функције које оно треба да испуни. Архитектура је једна од ретких уметности (уз дизајн), која поред естетске вредности има и употребну вредност, и стоји увек на размеђи уметности и функције.
- Порука: Национална библиотека Француске има форму 4 заклопљене књиге и тиме даје поруку о својој намени. Команда Ратног ваздухопловства у Земуну подсећа на авион и такође даје поруку о својој функцији.
- Веза са околином: Идеализован пример архитектуре је нацрт грађевине, који се на више начина може уклопити у своју реалну околину. Ово се постиже, на пример: различитим формама, избором боја и материјала.
- Значење: Свака грађевина има индивидуални исказ и карактер, који се показује кроз облик, функцију или организацију.

## Разлика између архитектуре и грађевинарства
Разлика између архитектуре и грађевинарства често је била предмет контроверзи. Пре се сматрало како је архитектура уметност, а грађевина инжењерство.
Савремена пракса обједињује инжењерска знања и уметнички таленат архитекте у јединствену личност која је способна да сагледа све аспекте грађевине, како инжењерске (конструктивни склоп, грађевинска физика), тако и уметничке (контекст, форму, композицију, боју, материјализацију итд), док се грађевински инжењери пре свега баве организацијом градње и инжењерским делом посла: прорачунима и одговарајућим деловима пројекта којима се дефинишу грађевински детаљи.
У Уједињеном Краљевству, на пример, улоге су тачно дефинисане и сву израду пројеката и планова могу радити само архитектонски бирои, тј. специјалне фирме чији су власници архитекти запослени у њима. Сви остали инжењери који учествују у поступку пројектовања (грађевински, електро, машински итд) појављују се у улози консултаната. Таква пракса даје акценат на архитектури.

## Архитектура као уметност
Архитектура је уметност обликовања простора волуменом. Она је ликовна уметност која има практичну намену — заштита од природних непогода (киша, ветар, снег, итд), хладноће или топлоте. Грађевина изван ствара волумен (као скулптура), дакле има распоред и однос маса, однос пуног и празног, затвореног и отвореног, својства грађе, специфичности обраде површина, обојеност итд. Уз три димензије – ширину, висину и дубину, архитектура укључује и четврту – време, тј. кретање потребно да се архитектура „доживи“ са свих страна, изнутра и споља! Посебан је и простор унутрашњости архитектуре који је потребно посматрати неодвојено од спољашњег омотача.
Распоред и организацију простора, величину појединих простора и њихове везе, можемо спознавати тек из архитектонских цртежа или снимака. Они морају бити правилни и „у размери“, тј. да свака мера у цртежу одговара мери у стварности у некој размери (1:100, 1:50, итд). Једини начин да доживимо архитектуру кроз слике је да сложимо јединствен доживљај о грађевини из слика изгледа (изглед), унутрашњег простора одозго (основа) или најбоље пресеком грађевине.
Када говоримо о пропорцијама, нешто може бити мало, велико или складно. Нпр. грађевине грађене за човека, по неким људским мерама, гробна хумка је минијатуран, египатске пирамиде су хипердимензиониране, а грчки храм је складан. Грци су градили складну архитектуру јер су за мерење користили мере преузете из величине делова људског тела по којима су и назване: палац – длан – лакат – рука – корак итд. Зато, кад погледамо грчку архитектуру, у свим тим ширинама и дужинама, ми несвесно видимо нешто што нам је „слично“ и зато нам се то свиђа. Примењујући људске мере (антропометричке, према грчком антропос = човек) и омере или употребљавајући их супротно, може се свјесно и намерно градити грађевина у којој ћемо се осећати добро и угодно, или у којој ћемо се осећати „малима“ или „изгубљенима“. Управо такав је однос грчког храма или ренесансног летњиковца, према египатском храму или, рецимо, савременом Музеју жртава холокауста у Берлину.
У историји човечанства – градитељство се јавило после сликарства и вајарства, тек у млађем каменом добу. Али, неке од првих грађевина су толико мудро грађене да су остале у непрекидној употреби до данас (ескимски иглу, итд). Градитељство према употребној грађи усклађује и развија одговарајуће технике градње (као опека, бетон ...) и врсте конструкција (нпр. аркада, купола, свод...) зависно од материјала и њиховог везива.
Архитектура се обично дели на:
- профану (световну) архитектуру; У профаној се битно разликују стамбена и друштвена архитектура.
- сакралну (религијску) архитектуру
- фортификацијску (утврђења) архитектуру

Но, поделу архитектуре не треба схватити круто, јер су се кроз историју јављају грађевине којима је функција помешана. Такве су нпр: Дворац-тврђава у Великом Табору који је уједно и кућа за становање породице Раткај, или црква Врбоска на острву Хвару (16. век) која је уједно и тврђава за одбрану од турских гусара.

## Три аспекта архитектуре
Једна од најстаријих дефиниција архитектуре потиче од Витрувија (дело De Architectura): архитектура је јединство три фактора
1. солидност (firmitas)
2. корисност (utilitas)
3. лепота или пријатност (venustas)

Другим речима, говори се о структури, функцији и естетици.
Без стабилности архитектура је опасна и безначајна. Без корисности, архитектура служи самој себи и представља скулптуру у великој форми. Без лепоте, ради се само о згради.
У свакој грађевини ова три аспекта су од виталног значаја, мада је њихова тежина била различита у различитим историјским епохама. На пример, у случају модерне архитектуре:естетика се схвата као пука декорација и намерно се занемарује у дизајну, који се највише бави функцијом. Али, и једноставност је по себи врста естетике.
Еволуција ове прве дефиниције је видљива у делу „Елементи архитектуре“ (Elements of Architecture) Хенрија Вотона из 1624. Он говори о императивима архитектуре: робустност материјала и конструкције, рационално прилагођавање простора његовој намени и креација естетског задовољства.
Ова три фактора се могу посматрати у хипотетичкој хијерархији. Грађевина прво мора да буде чврсто на земљи, после треба да има друштвено корисну функцију, и најзад може да буде пројектована у складу са естетским критеријумима. Пажња посвећена лепоти је у сенци основне функције грађевине, а ни естетика ни функција нису могуће ако здању недостаје структурална стабилност.

### Архитектура и стабилност: статика
Да би се гарантовала стабилност грађевине, користе се теорија статике и наука о конструкцијама, које се ослањају на физику, хемију и механику.
Силе које делују на архитектонску структуру су вишеструке: сама маса грађевине, додатни терет (становници, намештај, роба), спољне силе, од којих су најзначајније атмосферске прилике (ветар, тежина снега), свакодневна дешавања (осцилације услед саобраћаја, притисак тока реке о мост), или изузетни догађаји (земљотрес, јако невреме) и слично.
И поред разноврсних спољних сила и могућих конструкција, стабилност свих грађевина се у основи базира на равнотежи сила трења и компресије.
Све силе су компензоване другим силама истог интензитета и супротног смера. Услов за механичку равнотежу је да је сума свих сила и свих механичких момената нула.

### Архитектура и корисност: архитектура или скулптура?
По критичару Бруну Зевију критеријум за дефиницију архитектуре је унутрашњи простор, то јест амбијент погодан за живот људи. То је неопходан услов да би се нешто сматрало архитектуром. Све остало је у функцији ове основне премисе. Одатле следи да зграде без или са мало унутрашњег простора нису архитектура. Зеви наводи пример Пирамида у Гизи, које су енормне скулптуре на отвореном, али не представљају архитектуру. Ни грчки храм није архитектура, јер је његова скучена цела била симболично место где је обитавао Бог, а не људи, који су верске обреде обављали ван храма.
Валтер Гропијус се у основи сложио са овом дефиницијом, али у апстрактнијем смислу: за њега је архитектура уметност организовања простора, а остварује се изградњом грађевина.
О архитектури се може размишљати и са становишта конструисања дела. Тако би у архитектуру спадала и дела која немају унутрашњи простор, али су зидана. Интуитивно је јасно да скулптура настаје уклањањем материјала, а да грађевина настаје зидањем (додавањем материјала). Отуда је Маунт Рашмор по начину постанка скулптура, а Египатске пирамиде, и поред одсуства унутрашњег простора, архитектура.
Још један начин дефинисања архитектуре био би по њеној функцији. Ако је грађевина настала да прими душу фараона, или да се у њој моли верска заједница, онда можемо рећи да је то архитектура. У противном, то је само велика скулптура. Тако у домен архитектуре можемо сврстати и отворене структуре попут мостова и амфитеатра.

### Архитектура и лепота: архитектонско или грађевинско дело?
Паркинг за бицикле је једна конструкција. Катедрала у Линколну је архитектонско дело— Николаус Певснер, 1943
Грађевина се дефинише као конструкција објекта за практичне сврхе (заштита од атмосферских прилика), при чему није неопходна естетска компонента (лепота).
Данас је разлика прилично нејасна. Бернард Рудофски је у славном делу „Архитектура без архитеката“ сврстао у архитектуру читав низ грађевина које дизајнирају аматери. Што се више враћамо у прошлост, то је веће слагање око онога што спада у архитектуру, с обзиром да време изоштри разлике.
До пре неколико векова није постојала пракса да је пројекат основ за изградњу, односно дизајн грађевине. Градња је била спонтани процес. Данас то више није случај, чак ни за најједноставнија здања. Ако се говори о естетици архитектуре данас, онда је то идеја која се формализује уз поштовање структуралних и функционалних принципа, чиме се долази до архитектонске форме. Мишљења о томе у којој мери је архитекта слободан у својој креативности су подељена.
Оно што човека највише естетски импресионира у архитектури су визуелни утисак, осећај простора и монументалност. Структура грађевине је најчешће скривена, или је разумљива само стручњацима. Функционалне квалитете често узимамо као просту чињеницу, и они нас мање импресионирају него естетски квалитети. На пример, може нас импресионирати функционалност железничке станице или трајност црквених грађевина, али ће највероватније у сећању остати лепота или монументалност.
Певснер идентификује три елемента која доприносе естетском доживљају:
- обрада површина, однос пуног и празног, распоред отвора и, понекад, декорације;
- однос различитих блокова који сачињавају зграду и њихова артикулација у простору;
- чулни ефекат који изазива унутрашња декорација и распоред просторија.

Архитектура је по дефиницији уметност уређења простора, способна да обликује површине и простор користећи исте принципе и критеријуме које примењују сликари и вајари. Али она се не своди само на оно видљиво, већ је бави и осећајима које ствара живот у архитектонском простору.

## Материјали и конструкције
Камен је један од најстаријих грађевних материјала, и може бити клесан у правилне квадрове, деломично обрађен, намерно грубо клесан (рустика), ломљен или необрађен. Дрво се већином користило у облику носећих греда (вертикалних или хоризонталних), и дасака. Још један стари материјал је опека (земља или глина из калупа печена или сушена на сунцу). Овим традиционалним материјалима настајале су грађевине које су имале бочне волумене - носачи (зид, ступ и стуб, греда и лук) и горње волумене - терет (кров, плафон и свод, као и купола), а облик је зависио од њихових различитих решења.
Хиљадама година градња се служила каменом, дрветом и опеком, а онда се с индустријском револуцијом у 19. веку уводе металне конструкције и армирани бетон (бетон преко конструкције од челичне жице). Тада се почиње увелико користити и стакло, не само за испуњавање прозора, него и као грађевински елемент фасада. Металном конструкцијом уведен је потпуно нов начин градње: делови по мери направљени у фабрици се повезују у целину спајањем или монтажом.
Као што је 19. век обиљежен челичним конструкцијама тако се у 20. век највише градио у армирано-бетонским конструкцијама. Насупрот традиционалној градњи, кад кућа расте постепено, армирано-бетонску се грађевину гради у две фазе: најприје се постави костур од окомитих носача (попут стубова) и водоравних плоча (плафон или спрат), а онда се изнутра подижу преградни зидови, споља се поставља стаклена (или нека друга) преграда.

## Историја архитектуре
Човек прво почиње развијати профану архитектуру и то стамбену. У праисторији граде се земунице (јама покривена шибљем) или сојенице (брвнаре на обалама). То су једноћелијске куће (јединицу простора у кући називамо ћелија) са огњиштем и простором за спавање.
У античкој Грчкој познајемо двоћелијску кућу којој је прва просторија била за госте (мегарон), а повученија за жене и децу. Римљани развијају кућу са квадратним двориштем окружен ходницима и тремовима (атријум), около којег се нижу собе. Најстарији текст о архитектури као грани људске делатности је О Архитектури (De Architectura) латинског аутора Витрувија, који каже да се архитектура заснива на складу и равнотежи три основна начела: Лепоте (Venustas), Чврстоће (Firmitas) и Корисности (Utilitas).
У средњем веку куће се поједностављују (соба изнад собе, дрвена таваница и степениште). У готици се куће шире на суседне, а у ренесанси се поново граде веће градске куће и палате по узору на антику. Од тада стамбене зграде расту у висину и градови окупљају велики број становника на релативно малом простору.
Од троспратница и четвероспратница у 19. век, настају десетоспратнице и на крају небодери у 20 веку. Данас је незамисливо становати у дому који нема специјализоване просторије (купатило, кухињу, дневни боравак ...), а величина, распоред и везе просторија зависе од њихове намене.
Одмах након куће за себе, људи су развили грађевине за своје богове. У сакралну архитектуру спадају: храмови, светишта, маузолеји (монументална гробне грађевине), цркве, манастири, џамије…
Храмови широм света (од месопотамских високих степенастих храмова, огромних египатских, или потпуно прекривених скулптурама у Индији), грађени су да буду величанствени и богати како би се богу удобровољило и навело да посети та места за молитве и обреде.
Сакралне грађевине, као најбогатије и највеће у граду, можемо посматрати као огледало друштва у којем су настале и одраз целе културе једног народа. Тако је црква, одувек, осим за верске обреде, служила за друштвена окупљања и била је средиште културног живота. Кроз средњи век, црква је била једина галерија уметности, музеј сликарства и скулптуре, једина концертна дворана у граду, школска установа. Ипак је првенствено служила духовним потребама становника, њиховом схватању Бога и живота. Наравно, та схватања су се мењала током времена, а с њима и архитектура цркве. Тако је нпр. романичка црква (11. –12. век) својим обликовањем одговарала немирном времену сталног ратовања међу феудалцима, и уопште осјећају несигурности, па су те цркве имале што дебље и затвореније зидове, звонике попут кула, уске прозоре и уопште је личила тврђави. А готичка црква (13. и 14. век) слави већу сигурност и снажан привредни развој градова, обрта и трговине. Уместо зидова поставља огромне прозоре, и њих испуњава сликама од комада разнобојног стакла (витраж).
Ренесансна црква (15. и 16. век) поштује начело "Човек је мјерило свих ствари", стога оно што је добро за човека добро је и за веру. Цркве су личиле на стамбене грађевине, можда мало раскошније и ослањала је се на достигнућа антике (с луковима, куполама, аркадама, итд).
Барокна црква (17. и 18. век) је често овална, а украшена је тако да негира границу простора и ствара привид (илузију) да се унутрашњи простор цркве претаче у бескрајни простор у којем се све креће и мења.
Модерна црква (20. век) верује у ново доба које мора наћи нов израз. Стога се лишава свих устаљених елемената цркве (ступови, капител, лукови, украсни облици, итд) и као и све у 20. веку битно се разликује од целог претходног развоја човечанства.
Зграде јавне и друштвене намене су најчешће већа здања у градовима за различите потребе друштвене заједнице. Првобитно се здравствена, просветна, културна или уметничка делатност обављала у зградама које се нису разликовале од стамбених. Но, у новијој архитектури ове грађевине разликујемо по намени: позоришне зграде, концертне дворане, музеји, галерије, биоскопске-дворане, стадиони, спортске дворане, домови културе, итд.
За управљање градом, од најранијих времена развила су се два типа грађевина: већница или палата владара.
Палата, ма коме припадала, увек мора вршити две функције: осигурати што удобнији живот власнику и другима приказати његово богатство и моћ.
Најраније палате су биле утврђене високим и дебелим зидинама, па их називамо тврђавама. Свака тврђава носи одлике свога времена (у готици високи зидови, у ренесанси звездасти, у бароку с огромним парковима и базенима, итд). Занимљив је прелаз из готике у ренесансу где високи квадратни зидови тврђава постају ниски, обли, у облику петоугла. Разлог тому је промена начина ратовања, тј. прелаз са хладног оружја (стреле, мачеви, копља, итд) на ватрено оружје (топови, мускете, итд) открићем барута.

## Галерија
- План сеоске школе
- План сеоске школе
- План Филозофског факултета у Београду